# آب بيد قلعة تاوك
آب بيد قلعة تاوك (قلعة خواجة) (بالفارسية: آب‌بید گله توک) هي منطقة سكنية تقع في إيران في قسم قلعة خواجة الريفي. حسب الإحصاء السكاني عام 2006، قدّر عدد سكانها بـ 279 نسمة.